# Tomás Tenorio y Carvajal
Tomás Tenorio y Carvajal (Popayán, Virreinato de la Nueva Granada, 1758 -Gran Colombia, 27 de noviembre de 1827) fue un abogado, político y profesor neogranadino.
Fue un juriconsulto muy reconocido con gran poder político en el Virreinato de la Nueva Granada a finales del siglo XVIII e inicios de las repúblicas colombianas del siglo XIX. Durante las Independencias fue consejero de gobierno del general Antonio Nariño. José Ignacio Tenorio y Carvajal

## Biografía
José Diego Tenorio y Torijano y Teresa Carvajal de Quirós y Asprilla fueron los padres de este destacado payanés. Inició sus estudios en el Colegio de San Bartolomé en 1789. Años más tarde fue abogado de la Real Audiencia de Santafé, obtuvo el título de doctor en Sagrada Teología y en ambos Derechos. Además, fue catedrático de Canónico en el Colegio Mayor del Rosario, donde también desempeñó los roles de consiliario y vicerrector. También consultor del Santo Oficio, asesor de la Casa de la Moneda de Bogotá, fiscal del crimen, síndico procurador general, y alcalde de Santafé en 1792.
Desempeñó un papel importante durante el 20 de julio de 1810, conocido como la Independencia de Colombia, cuando fue nombrado vocal de la junta de gobierno y, en esta capacidad, participó en la detención de los virreyes de la Nueva Granada, Antonio José Amar y Borbón y Francisca Villanova, perteneciente a la comisión de gracia, justicia y gobierno. Más tarde fue asesor de guerra y fiscal del tribunal de pacificación instalado por Pablo Morillo. 
Años más tarde, fue representante al Congreso, senador y magistrado a la corte suprema, miembro de la academia de abogados y profesor en la Universidad del Rosario hasta su muerte.
Estaba casado con Josefa de Santa Cruz y Ahumada hija de un español de Toledo con quien tuvo cuatro hijos. Fue tío del doctor Camilo Torres Tenorio y suegro de Estanislao Vergara Sanz.